# Orsonwelles falstaffius
Orsonwelles falstaffius là một loài nhện trong họ Linyphiidae.
Loài này thuộc chi Orsonwelles. Orsonwelles falstaffius được Gustavo Hormiga miêu tả năm 2002.